# Hadjina sareptae
Hadjina sareptae är en fjärilsart som beskrevs av Ludwig Carl Friedrich Graeser 1888. Hadjina sareptae ingår i släktet Hadjina och familjen nattflyn. Inga underarter finns listade i Catalogue of Life.